# Gerard Kuster
Gerardus Petrus Maria Kuster (Lith, 15 januari 1946 - Haarlem, 14 december 2009) was een Nederlands acteur. Hij speelde in zeven jaar tijd twee rollen, waaronder die als Gerard in Sesamstraat. Kuster trad ook op, met Triola en als straatmuzikant. Hij nam meermaals deel aan het Leids straatfestival. Hij werd Ukulele Ike genoemd.

## Privé
Hij was vader van een zoon.

## Filmografie
- De bende van hiernaast - Reinders - (1980)
- Sesamstraat - Gerard - (1981 - 1987)